# Анноне-Венето
Анноне-Венето (італ. Annone Veneto, вен. Anon) — муніципалітет в Італії, у регіоні Венето, метрополійне місто Венеція.
Анноне-Венето розташоване на відстані близько 440 км на північ від Рима, 50 км на північний схід від Венеції.
Населення — 3998 осіб (2014).
Щорічний фестиваль відбувається 28 квітня. Покровитель — San Vitale.

## Демографія
Населення за роками:

Станом на 1 січня 2023 року в муніципалітеті офіційно проживало 490 іноземців з 39 країн, серед них 125 громадян країн Євросоюзу та 7 громадян України.

## Сусідні муніципалітети
- Медуна-ді-Лівенца
- Мотта-ді-Лівенца
- Портогруаро
- Прамаджоре
- Правіздоміні
- Сан-Стіно-ді-Лівенца